# باشگاه فوتبال ۱.اف‌اف‌سی توربین پوتسدام
۱ اف. اف. سی توربین پوتسدام یکی از باشگاه‌های فوتبال زنان در شهر پوتسدام آلمان است. نام کامل آن باشگاه-فوتبال-۱ زنان توربین پوتسدام ۷۱ وی. ای (اف اف سی در آلمان به معنای باشگاه فوتبال زنان) است. این تیم یکی از موفقترین تیم‌ها در فوتبال آلمان است. ورزشگاه آن کارل لیبکنخت و در منطقه بابلزبرگ واقع در شهر پوتسدام است. پیش از اتحاد آلمان یکی از قویترین تیم‌های فوتبال زنان در آلمان شرقی بود. این تیم در حال حاضر در بوندس‌لیگا زنان است. این تیم همچنین عنوان قهرمانی لیگ قهرمانان اروپا زنان در فصل ۲۰۰۵-۲۰۰۴ با شکست تیم دیوری گردن در فینال با نتیجه مجموع ۱-۵ بدست آورده است. اصلی‌ترین و بزرگترین رقیب توربین پوتسدام تیم اف.اف.سی فرانکفورت است.